# Bande des 6 mètres
La bande 50 MHz désignée aussi par sa longueur d'onde, 6 mètres, est une bande pour radioamateurs. Cette bande est utilisable en permanence pour le trafic radio local et régional, et  sporadiquement pour le trafic radio à grande distance.

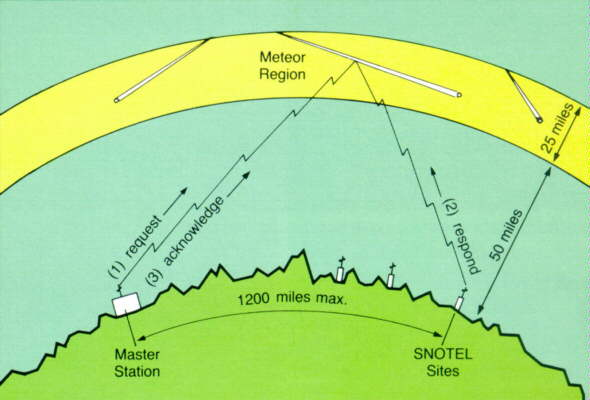
Propagation continentale par des traînées météoriques.

## La bande des 6 mètres dans le monde
- la bande des "6 mètres" s'étend de 50 à 52 MHz en: Europe, l'ouest du Moyen-Orient, Afrique, le nord de l'Asie (UIT région 1) [1].
- la bande des "6 mètres" s'étend de 50 à 54 MHz dans le reste du monde (UIT région 2 et 3).

### CRM 2012
L'union internationale des radioamateurs IARU souhaite que l'on envisage d'inclure dans l'ordre du jour de la Conférences Mondiale des radiocommunications de 2012 l'élément suivant :
- Dans la Région 1, attribution d'une bande 50–54 MHz au service radioamateur, afin d'harmoniser cette bande des "6 mètres" dans le monde[2].

## La bande des 6 mètres enFrance
Pour la France, la bande des 6 mètres est autorisée au service amateur depuis le 7 mars 2013 (allocation de 50 à 52 MHz, à titre secondaire).

## Bande partagée
Cette bande est partagée entre plusieurs services.

### Télévision terrestre
- Bande I:
- Dont Canal+ (abandonné en 2010, arrêt de 2 ultimes émetteurs analogiques de la chaine le 24/11/2010 : La Terrasse (Le Plessis-Robinson), et le stand de tir (Étampes), diffusant la chaine, respectivement, sur le canal L 03 et L 04, norme L' Supradyne, polarisation horizontale. Leur réception était très perturbée, et le décryptage quasiment impossible.
- Vidéosurveillance[4]
- Liaisons vidéo sol-train SNCF.
- Vidéosurveillance à l’intérieur des gares RATP[5] et SNCF.

### Autres services
- Base de poste téléphonique sans cordon; dont le combiné est dans la bande 70 MHz en F.M.
- Armée de Terre en F.M.
- Service radioamateur avec une bande 50 à 52 MHz.

## Historique

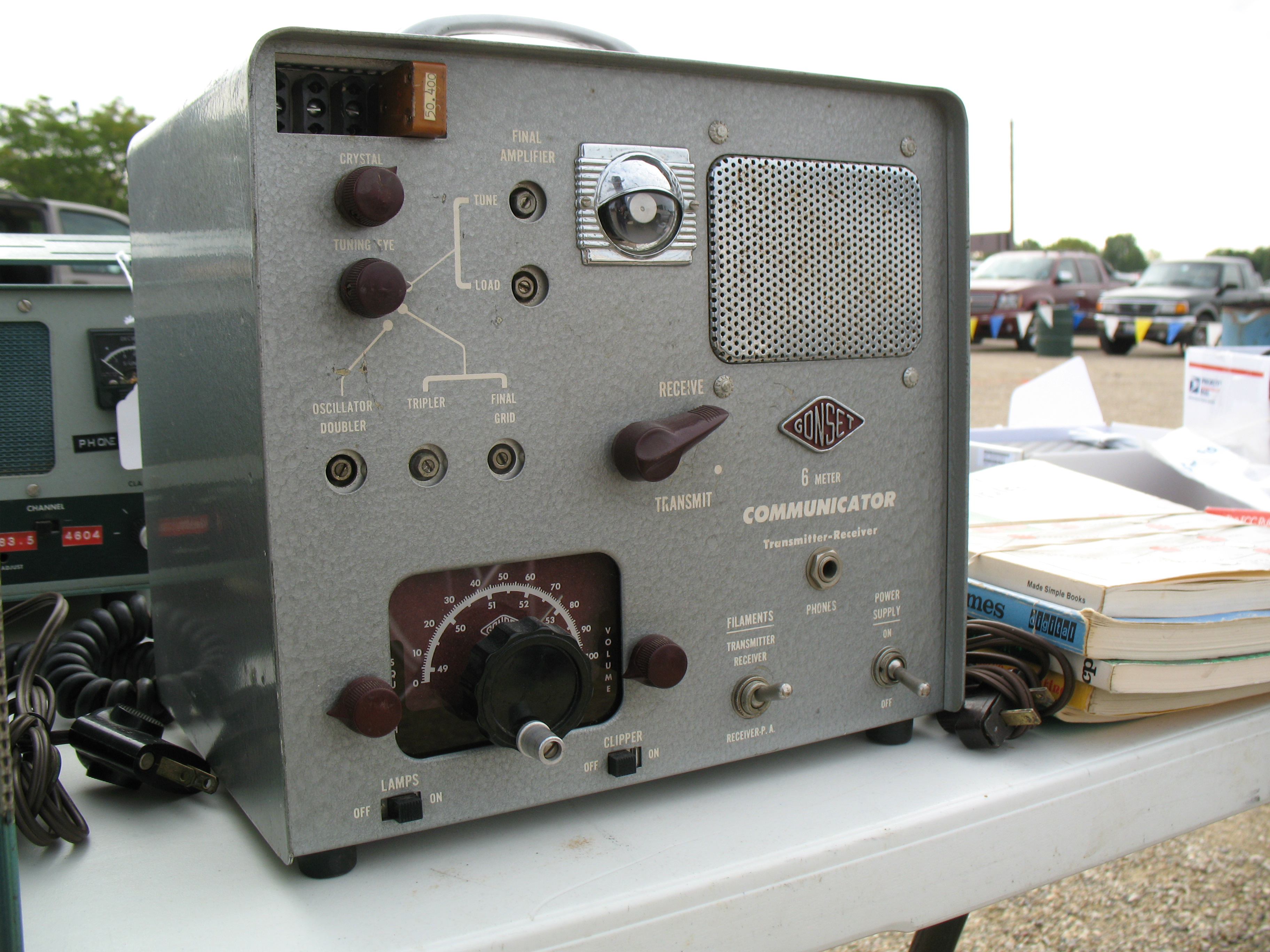
émetteur-récepteur «Gooney Box» et «Gonset Communicator II 6 mètres» en AM. Avec un œil magique pour indiquer l'accord, et était populaire dans les années 1950 et 60.

- 1948 : La Bande des 5 mètres est supprimée du service d'amateurs[6].
- Réattribuée dans quelques pays au service radioamateurs et désignée cette fois par une longueur d'onde de 6 mètres et s'étend de 50 à 52 MHz en: Europe, l'ouest du Moyen-Orient, Afrique, le nord de l'Asie (UIT région 1).
- la bande des "6 mètres" s'étend de 50 à 54 MHz dans le reste du monde (UIT région 2 et 3).

## La manœuvre d’une stationradioamateur
Pour manœuvrer une station radioamateur dans la bande 6 mètres depuis des lieux prédéfinis, il est nécessaire de posséder un Certificat d'opérateur du service amateur de classe HAREC.

## Répartition de la bande
Répartition de la bande radioamateur en Région 1 UIT (Europe, ouest du Moyen-Orient, Afrique, nord de l'Asie)
| Fréquences en MHz | Utilisations radioamateur Modes |
| ----------------- | --- |
| 50.000 à 50.020   | jusqu'en 2014: Radioamateurs par réflexion sur la lune "EME" (atténuation: 243 dB) en C.W.                                                                         |
| 50.000 à 50.010   | Balises synchronisées d'étude de la propagation, bande des 6 mètres en Région 1 - Europe, l'ouest du Moyen-Orient, Afrique, le nord de l'Asie.                     |
| 50.010 à 50.020   | Balises synchronisées d'étude de la propagation, bande des 6 mètres en Région 2 - Amériques et au Groenland.                                                       |
| 50.020 à 50.030   | Balises synchronisées d'étude de la propagation, bande des 6 mètres en Région 3 - Océanie, (Australie, des îles du Pacifique, plus Hawaï) et la plupart de l'Asie. |
| 50.020 à 50.050   | jusqu'en 2014 : Balises d'étude de la propagation, bande des 6 mètres C.W. : antenne polarisée horizontalement                                                     |
| 50.050            | Canal d’appel internationale en radiotélégraphie en C.W.: antenne polarisée horizontalement                                                                        |
| 50.050 à 50.080   | jusqu'en 2014 : Balises d'étude de la propagation, bande des 6 mètres C.W. : antenne polarisée horizontalement                                                     |
| 50.080 à 50.089   | Radioamateurs en radiotélégraphie en C.W.: antenne polarisée horizontalement                                                                                       |
| 50.090            | jusqu'en 2014: Canal d’appel internationale en radiotélégraphie en C.W.: antenne polarisée horizontalement                                                         |
| 50.091 à 50.100   | Radioamateurs en radiotélégraphie en C.W.: antenne polarisée horizontalement                                                                                       |
| 50.110            | Fréquence d’appel intercontinentales en U.S.B.: antenne polarisée horizontalement                                                                                  |
| 50.115 à 50.130   | Radioamateurs liaison intercontinentales en U.S.B.: antenne polarisée horizontalement                                                                              |
| 50.135 à 50.145   | Radioamateurs en U.S.B./C.W.: antenne polarisée horizontalement |
| 50.150            | Fréquence d’appel local en U.S.B.: antenne polarisée horizontalement                                                                                               |
| 50.155 à 50.160   | Radioamateurs en U.S.B./C.W.: antenne polarisée horizontalement |
| 50.160            | Radioamateurs en faible puissance en U.S.B./C.W.: antenne polarisée horizontalement                                                                                |
| 50.160 à 50.180   | Radioamateurs en U.S.B./C.W.: antenne polarisée horizontalement |
| 50.185            | Radioamateurs en bandes croisées avec 28,185 MHz, 70,185 MHz et 144,185 MHz en U.S.B./C.W.                                                                         |
| 50.200            | Vidéo à l’intérieur des gares, Radioamateurs par réflexions sur les traînées de météorites en U.S.B./C.W.                                                          |
| 50.210            | Ancienne fréquence d'appel en France en radiotéléphonie et radiotélégraphie en U.S.B./C.W.: antenne polarisée horizontalement.                                     |
| 50.210 à 50.300   | Radioamateurs en U.S.B./C.W.: antenne polarisée horizontalement.                                                                                                   |
| 50.300            | Appel en Grande-Bretagne en radiotélégraphie par réflexions sur les traînées de météorites en C.W.                                                                 |
| 50.305            | Appel en PSK en Digimodes: antenne polarisée horizontalement |
| 50.310 à 50.320   | Radioamateurs par réflexion sur la lune "EME" (atténuation: 243 dB) en Digimodes/C.W.                                                                              |
| 50.300 à 50.350   | Radioamateurs en Digimodes/C.W.: antenne polarisée horizontalement.                                                                                                |
| 50.350            | Appel en Grande-Bretagne par réflexions sur les traînées de météorites en U.S.B.                                                                                   |
| 50.350 à 50.380   | Radioamateurs en Digimodes/C.W.: antenne polarisée horizontalement.                                                                                                |
| 50.385            | Radioamateurs par PSK31 en Digimodes: antenne polarisée horizontalement.                                                                                           |
| 50.390 à 50.400   | Radioamateurs en Digimodes/C.W.: antenne polarisée horizontalement.                                                                                                |
| 50.400 à 50.402   | Balises d'étude de la propagation, bande des 6 mètres 50.401 (+/- 500 Hz) W.S.P.R. (en) : antenne polarisée horizontalement.                                       |
| 50.402 à 50.500   | Balises d'étude de la propagation, bande des 6 mètres C.W. : antenne polarisée horizontalement.                                                                    |
| 50.510            | Fréquence d’appel par télévision à balayage lent (SSTV) en A.F.S.K.                                                                                                |
| 50.520 à 50.540   | Radioamateurs en F.M./Digimodes |
| 50.550            | Fréquence d’appel par télécopie, fac-similé en Fax |
| 50.560 à 50.590   | Radioamateurs en F.M./Digimodes |
| 50.600            | Fréquence d’appel par radio Télétype, téléimprimeur en R.T.T.Y. |
| 50.610 à 50.620   | Radioamateurs en F.M./Digimodes |
| 50.630            | Fréquence d’appel digitales en Digimodes |
| 50.640 à 50.700   | Communications digitales en Digimodes |
| 50.710            | Communications digitales en Digimodes et sortie relais shift +500 kHz en F.M.                                                                                      |
| 50.720            | Communications digitales en Digimodes et sortie relais shift +500 kHz en F.M.                                                                                      |
| 50.730            | Communications digitales en Digimodes et sortie relais shift +500 kHz en F.M.                                                                                      |
| 50.740            | Communications digitales en Digimodes et sortie relais shift +500 kHz en F.M.                                                                                      |
| 50.750            | Communications digitales en Digimodes et sortie relais shift +500 kHz en F.M.                                                                                      |
| 50.760            | Radioamateurs en mono-fréquence tactique en F.M./Numériques et sortie relais shift +500 kHz                                                                        |
| 50.770            | Radioamateurs en mono-fréquence tactique en F.M./Numériques et sortie relais shift +500 kHz                                                                        |
| 50.780            | Radioamateurs en mono-fréquence tactique en F.M./Numériques et sortie relais shift +500 kHz                                                                        |
| 50.790            | Radioamateurs en mono-fréquence tactique en F.M./Numériques et sortie relais shift +500 kHz                                                                        |
| 50.800            | Radioamateurs en mono-fréquence tactique en F.M./Numériques et sortie relais shift +500 kHz                                                                        |
| 50.810            | Radioamateurs en mono-fréquence tactique en F.M./Numériques et sortie relais shift +500 kHz                                                                        |
| 50.820            | Radioamateurs en mono-fréquence tactique en F.M./Numériques et sortie relais shift +500 kHz                                                                        |
| 50.830            | Radioamateurs en mono-fréquence tactique en F.M./Numériques et sortie relais shift +500 kHz                                                                        |
| 50.840            | Radioamateurs en mono-fréquence tactique en F.M./Numériques et sortie relais shift +500 kHz                                                                        |
| 50.850            | Radioamateurs en mono-fréquence tactique en F.M./Numériques et sortie relais shift +500 kHz                                                                        |
| 50.860            | Radioamateurs en mono-fréquence tactique en F.M./Numériques et sortie relais shift +500 kHz                                                                        |
| 50.870            | Radioamateurs en mono-fréquence tactique en F.M./Numériques et sortie relais shift +500 kHz                                                                        |
| 50.880            | Radioamateurs en mono-fréquence tactique en F.M./Numériques et sortie relais shift +500 kHz                                                                        |
| 50.890            | Radioamateurs en mono-fréquence tactique en F.M./Numériques et sortie relais shift +500 kHz                                                                        |
| 50.900            | Radioamateurs en mono-fréquence tactique en F.M./Numériques et sortie relais shift +500 kHz                                                                        |
| 50.910            | Radioamateurs en mono-fréquence tactique en F.M./Numériques et sortie relais shift +500 kHz                                                                        |
| 50.920 à 51.110   | Radioamateurs en F.M./Numériques |
| 51.110            | Fréquence d’appel en Australie et Nouvelle-Zélande en F.M./U.S.B./C.W.: antenne polarisée horizontalement.                                                         |
| 51.110 à 51.190   | Radioamateurs en F.M./Numériques |
| 51.210 à 51.390   | Entrée relais shift +600 kHz et -500 kHz en F.M. |
| 51.410 à 51.490   | Radioamateurs en F.M. |
| 51.510            | Fréquence internationale d’appel en F.M. Et fréquence d'urgence no 1 réseau d'urgence B-EARS (Belgique)                                                            |
| 51.530 à 51.550   | Radioamateurs en F.M. |
| 51.550            | Fréquence d'urgence no 2 réseau d'urgence B-EARS (Belgique) |
| 51.550 à 51.790   | Radioamateurs en F.M. |
| 51.810            | Sortie relais shift -600 kHz en F.M. |
| 51.820            | Sortie relais shift -600 kHz en F.M. |
| 51.830            | Sortie relais shift -600 kHz en F.M. |
| 51.840            | Sortie relais shift -600 kHz en F.M. |
| 51.850            | Sortie relais shift -600 kHz en F.M. |
| 51.860            | Sortie relais shift -600 kHz en F.M. |
| 51.870            | Sortie relais shift -600 kHz en F.M. |
| 51.880            | Sortie relais shift -600 kHz en F.M. |
| 51.890            | Sortie relais shift -600 kHz en F.M. |
| 51.900            | Sortie relais shift -600 kHz en F.M. |
| 51.910            | Sortie relais shift -600 kHz en F.M. |
| 51.920            | Sortie relais shift -600 kHz en F.M. |
| 51.930            | Sortie relais shift -600 kHz en F.M. |
| 51.940            | Sortie relais shift -600 kHz en F.M. |
| 51.950            | Sortie relais shift -600 kHz en F.M. |
| 51.960            | Sortie relais shift -600 kHz en F.M. |
| 51.970            | Sortie relais shift -600 kHz en F.M. |
| 51.980            | Sortie relais shift -600 kHz en F.M. |
| 51.990            | Sortie relais shift -600 kHz en F.M. |
| 51.990 à 52.000   | Communications réseaux d’urgence en U.S.B./C.W./Digimodes |

## Les antennes

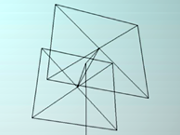
Antenne Quad pour les radiocommunications à grande distance

Les antennes les plus utilisées sur cette bande :
- Antenne Yagi jusqu'à 6 éléments
- Antenne quad
- Antenne losange
- Antenne log-périodique
- Réseaux d'antennes
- Antenne colinéaire
- Antenne ground plane
- Antenne fouet
- Antenne fouet hélicoïdale (mobile) ;
- Antenne dipolaire ou dipôle

## La propagation locale

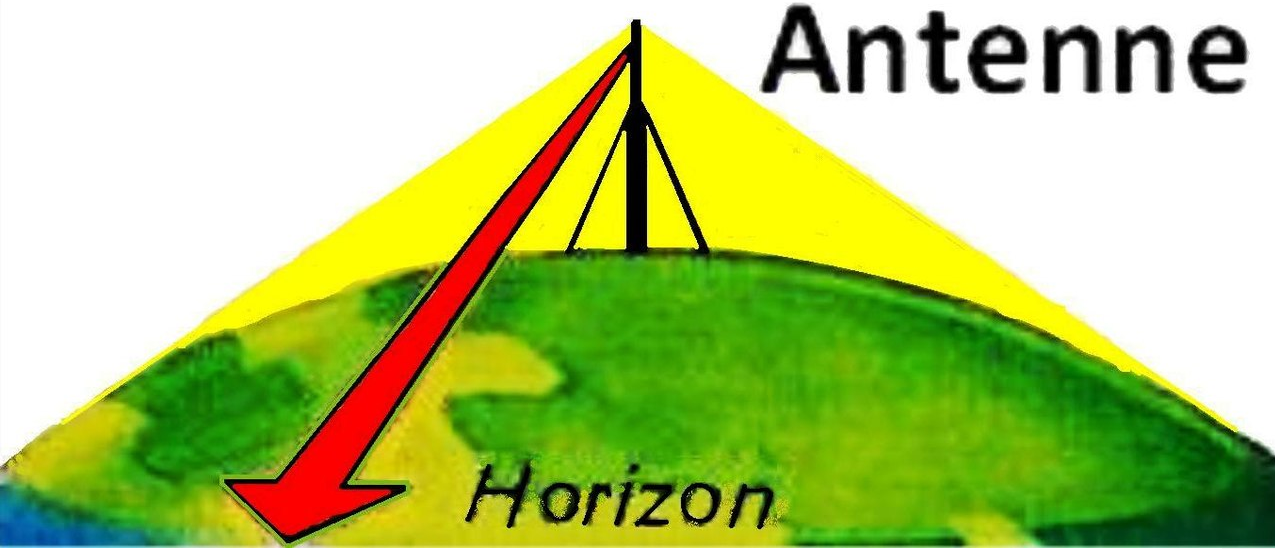
Propagation locale sur la bande VHF.

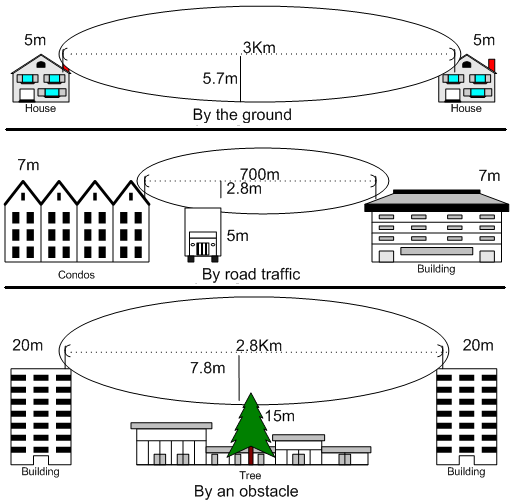
Propagation locale sur la bande VHF.

La propagation est dans une zone de réception directe (quelques dizaines de kilomètres) en partant de l’émetteur.
- La propagation est comparable à celle d’un rayon lumineux.
- Les obstacles sur le sol prennent de l’importance.
- En absence d'obstacles, la portée radio est fonction de la courbure de la terre et de la hauteur des antennes d’émission et de réception selon la formule :
- {\displaystyle d=4,188\times \ ({\sqrt {h1}}\ +{\sqrt {h2}})}
- d est la portée radio en km (sans obstacles intermédiaires.)
- h1 est la hauteur de l’antenne d’émission en mètres au-dessus de la hauteur moyenne du sol.
- h2 est la hauteur de l’antenne de réception en mètres au-dessus de la hauteur moyenne du sol.

Les portées pratiques obtenues en onde directe sont indiquées en kilomètres dans le tableau ci-dessous, suivant les hauteurs au-dessus du sol des antennes d'émission et de réception.
| Hauteurs des antennes des stations au-dessus de la hauteur moyenne du sol | Hauteurs des antennes des stations au-dessus de la hauteur moyenne du sol | Portée             | Portée |
| ------------------------------------------------------------------------- | ------------------------------------------------------------------------- | ------------------ | ------ |
| une station                                                               | l'autre station                                                           | en ville, en forêt | en mer |
| 1,80 m                                                                    | 1,80 m                                                                    | 3 km               | 14 km  |
| 9 m                                                                       | 1,80 m                                                                    | 7 km               | 30 km  |
| 9 m                                                                       | 9 m                                                                       | 9 km               | 41 km  |
| 180 m                                                                     | 1,80 m                                                                    | 22 km              | 71 km  |

## La propagation à grande distance

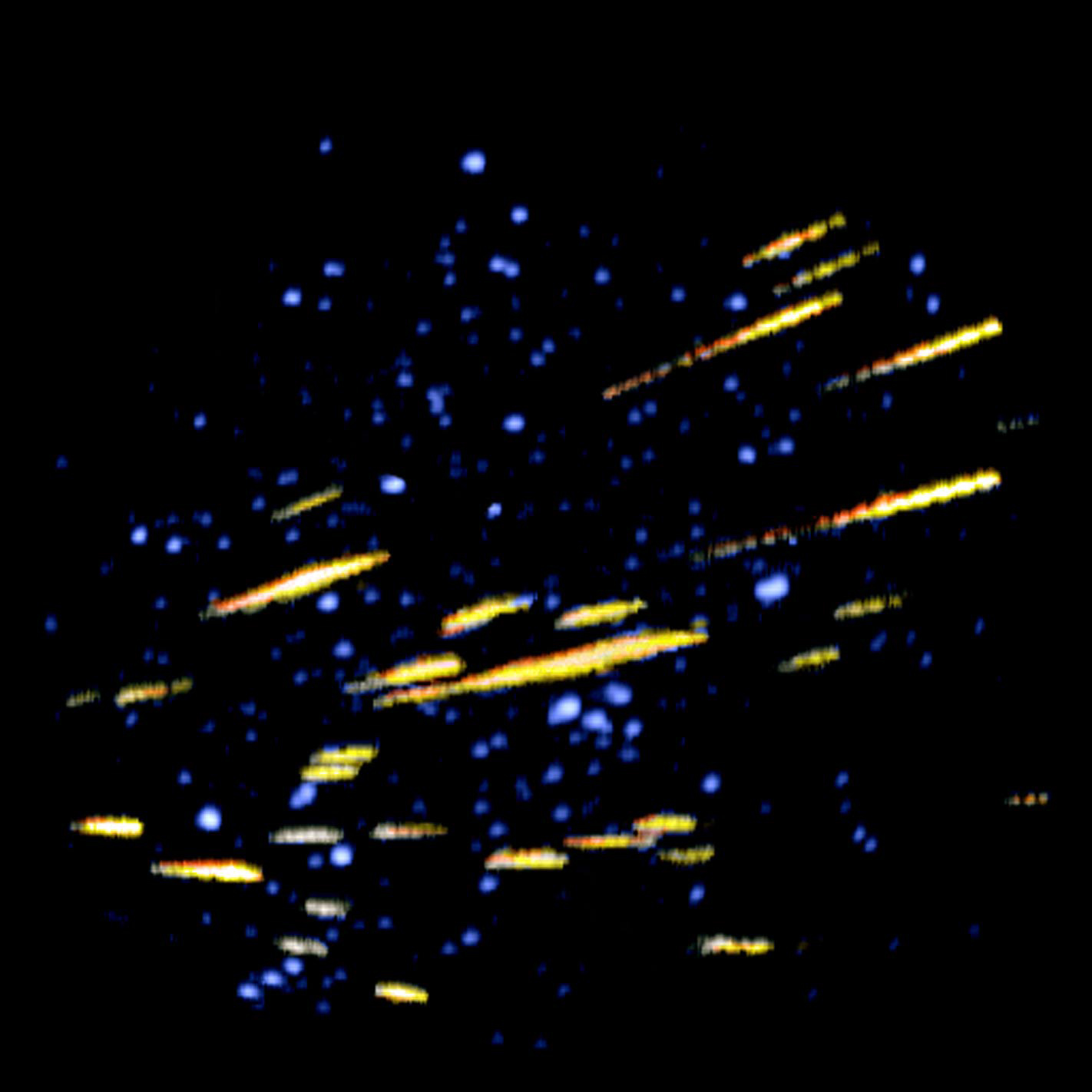
Traînées laissées par des météores.

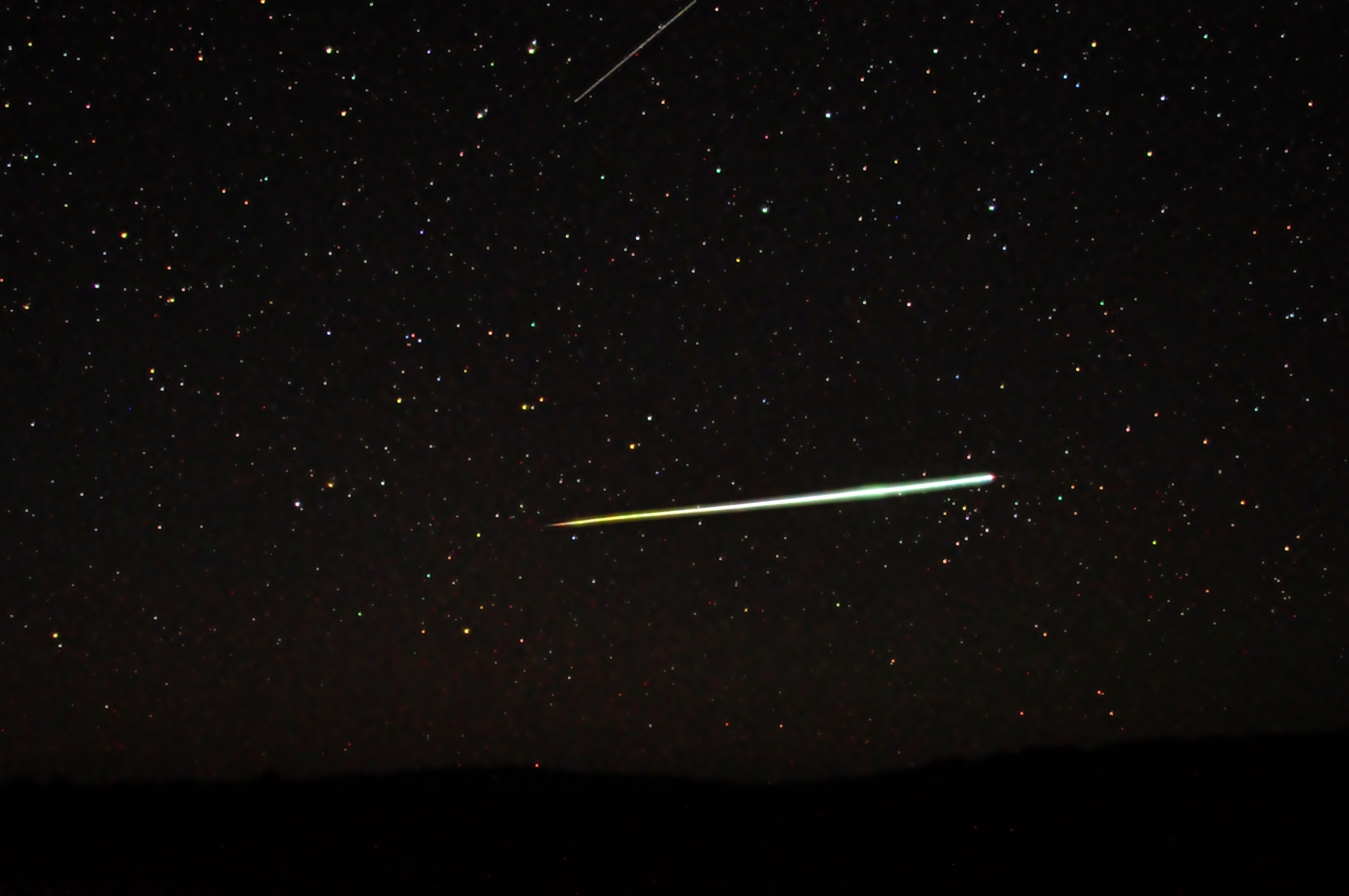
Traînées météoriques.

Cependant on observe des réceptions sporadiques à grande distance :
- Ouvertures par propagation sporadique E assez fréquentes entre juin et juillet et moins fréquentes entre décembre et début janvier chaque année.
- Troposphérique avec une portée jusqu’à 1000 km [10].
- Aurores boréales avec une portée jusqu’à 2000 km depuis le 45e parallèle dans l’hémisphère Nord.
- Excellente bande continentale lorsque le parcours entre l’émetteur et le récepteur est en vue des traînées météoriques
- "EME" Réflexion volontaire sur la lune vers tous pays en vue directe de cet astre (sans couverture nuageuse).
- Vers le début de l’été lorsque le rayonnement solaire est particulièrement intense, on observe des réceptions sporadiques jusqu’à 2000 km.
- Diffusion et réfraction atmosphérique en fonction de certaines conditions.
- Ouverte en F2 le jour en période d’activité solaire supérieur à 150 taches, pour les communications intercontinentales.
- On rencontre en partant de l’émetteur une petite zone de réception par onde de sol, une zone de silence, une zone de réception indirecte, une zone de silence, une zone de réception indirecte, une zone de silence et ainsi de suite. L’énergie radiofréquence est réfléchie par les couches de l'ionosphère, ces réflexions successives ayant lieu entre le sol ou la mer et les couches de l'ionosphère.

## Réseau français d’informations VHF
Un réseau français d’informations VHF le mercredi à 21h locale en LSB est sur la fréquence 3 646 kHz et avec une veille radio permanente avec une diffusion d’information.